# 複課班
复课班又稱重讀班，指在第一年没有在公開考試中考取升學資格，例如大学入學試中成績未能升讀大學，而重新读一年原有班級的学生组成的班级。由於有些学生选择重新回到原來班級复习一年，来年继续参加公開考試或，每年都有大批这样的学生，有些学校便将这些学生组织在一个班中，这就是复课班。

在中國大陸，高考未能考取升學資格的學生常會重讀高三，而在香港舊高中學制中，會考成績未能升讀預科的學生，有不少會選擇重讀中五，一些學校為了讓切會這些學生的需要，會把他們集中在同一班，稱為中五重讀班。這種班級通常會著重複習考試範圍、教授應試技巧等，令學生在下一次考試中能取得較好的成績，得以升學。在台灣，重讀班通常以補習班的形式出現，它們可以提供一整年的課程來幫助學生準備重考，學生可能在補習班待18個小時（1天）來學習和準備重考。
在東亞不少地區，如中国大陆、香港、台灣、日本、新加坡等地區的教育制度下，一考定终身成为了许多学生的命运，对于未能升學的学生，由于每年的公開考試往往只有一次，他们便失去了在这一年升學的机会，只得等待次年重新參加考試。